# Château de Châteauneuf-en-Auxois
Pour les articles homonymes, voir Château de Châteauneuf.
Le château de Châteauneuf est un ancien château-fort du XIIe siècle situé sur le territoire de la commune française de Châteauneuf, dans le département de la Côte-d'Or, en région Bourgogne-Franche-Comté.
Il s'agit d'une forteresse, typique de l'architecture militaire bourguignonne du XVe siècle, qui garde l’extrémité sud de l'Auxois. La forteresse fait 75 m de long sur 35 m de large, et est bâtie sur un éperon rocheux situé à 475 mètres d’altitude. Elle domine la vallée du canal de Bourgogne et est située à 43 km de Dijon, à proximité de Pouilly-en-Auxois et de l’autoroute A6.

## Localisation
Le château se dresse sur un balcon calcaire, surplombant d'une centaine de mètres la dépression de l'Auxois, sur la commune de Châteauneuf, dans le département français de la Côte-d'Or. Il surveillait le passage obligé d'une voie remontant du versant séquanien par l'Armançon pour redescendre ensuite vers la vallée de l'Ouche, Dijon, et la Saône.

## Historique

### DuXIIeauXVesiècle

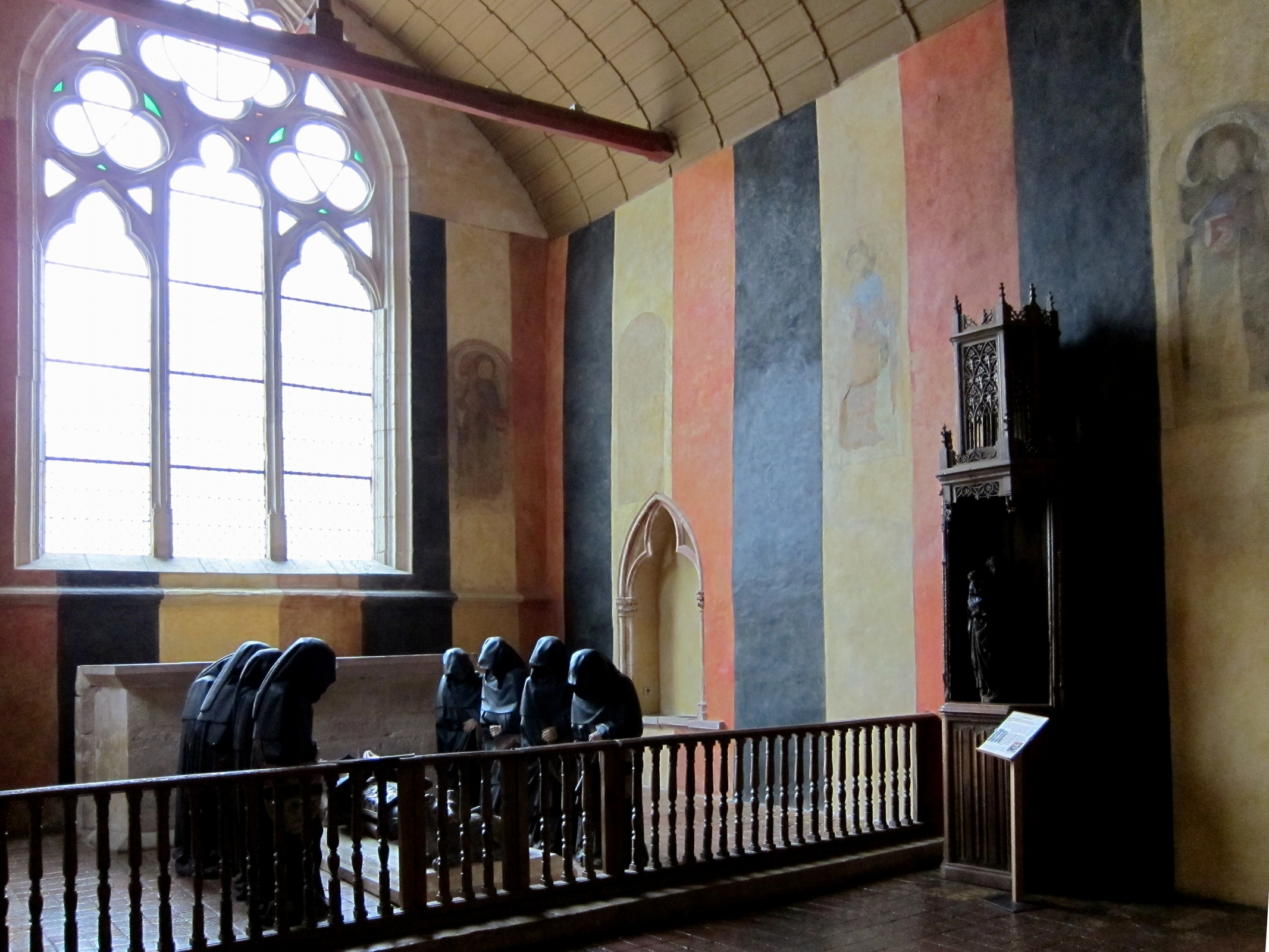
La chapelle et le tombeau de Philippe Pot.

Le château est construit en 1132[réf. souhaitée], par Jean de Chaudenay pour son fils cadet Jehan qui en prit possession en 1175 et devient « Jean Ier de Châteauneuf »,. Seul le donjon subsiste de cette période.
Face aux menaces de la guerre de Cent Ans, les seigneurs de Châteauneuf bâtissent ensuite la puissante enceinte autour du donjon, telle qu'elle existe aujourd'hui.
Le règne de la famille s’achève après neuf générations avec une fin tragique en 1456, lorsque Catherine de Châteauneuf, née en 1419, fille d'Isabelle de Plancy et Guyot de Châteauneuf, dernière héritière, est confisquée et brûlée vive pour l’empoisonnement de son second mari, Jacques d’Haussonville, sire de Montreuil,.
En 1457, Philippe le Bon, duc de Bourgogne, attribue alors la forteresse à son conseiller Philippe Pot, également chevalier de l’Ordre de la Toison d'or et chevalier de Saint-Michel.
Celui-ci modifie alors l’aménagement du château pour en faire une demeure plus confortable et qui correspond plus avec les fastes qui avaient cours à la cour des ducs de Bourgogne. Ainsi, une chapelle dédiée à Notre-Dame et saint Jean est consacrée en 1481, et les logis (Grand logis contre la courtine et la tour sud-est, et second logis dit « de Philippe Pot ») datant de cette époque ont été réalisés dans la cour du château, dans le style architectural gothique flamboyant. La courtine sud-est est ouverte pour y aménager une porte avec pont-levis. On peut retrouver à de multiples endroits la devise de Philippe Pot « Tant L Vault ».

### DuXVeauXIXesiècle
À la mort de Philippe Pot en 1493, ce dernier n’ayant pas de descendance, le château revient à son frère Guy Pot, puis par l’intermédiaire de différentes alliances (les Montmorency : cf. le connétable Anne, fils d'Anne Pot — elle-même fille de Guy Pot — et son fils puîné l'amiral Charles de Damville, mort sans postérité en 1612 en laissant Châteauneuf à sa nièce Madeleine de Montmorency, fille de son frère Guillaume ; et les Piney-Luxembourg, par le mariage de ladite Madeleine de Montmorency avec Henri de Luxembourg-Brienne, 2e duc de Piney, fils du 1er duc François, lui-même petit-fils de Charles Ier de Luxembourg, comte de Brienne, évoqués ci-après), à Marie-Liesse de Luxembourg-Piney (1611-1660 ; fille cadette d'Henri et Madeleine ; duchesse de Ventadour, sans postérité).
À l'entrée de Marie-Liesse de Luxembourg au couvent des Carmélites d'Avignon en 1649, le château va à Charles Ier de Vienne-Ruffey, comte de Commarin, qui l'avait acquis dès septembre 1627 (Charles de Vienne-Commarin, 1597-1661 : son arrière-grand-mère était Gillette/Guillemette de Luxembourg-Brienne, fille de Charles Ier comte de Brienne, et tante de François, 1er duc de Piney-Luxembourg ; Marie-Liesse était donc la cousine 3e degré de Charles de Vienne-Commarin : cf. le schéma généalogique à l'article Antoine), pour rester dans les mains de cette illustre famille pendant cent-cinquante ans. Les Vienne-Commarin font aménager quelques appartements et reprendre la façade du logis.
En 1767, Louis-Henri de Vienne-Commarin (1712-1793 ; arrière-petit-fils de Charles de Vienne-Commarin) se sépare de l’édifice, le vendant en 1767 à un riche banquier, Jean Pâris de Montmartel (1690-1766) et son fils Armand Pâris de Brunoy (1748-1781). Comme Armand Pâris meurt sans postérité, Châteauneuf est acheté 370 000 livres par Jacques-François (de) Damas d'Antigny, baron de Ruffey et de Chevreaux, sire de Commarin, fils de Judith de Vienne qui était une arrière-petite-fille de Charles Ier de Vienne-Commarin et une cousine germaine de Louis-Henri, rencontrés ci-dessus : d'où succession chez les Vogüé (voir le schéma généalogique à l'article Ruffey).
Lors de la Révolution française, tous les symboles royaux et armoiries sont dégradés ou bien détruits. Le château est alors vendu aux enchères et passera ensuite de mains en mains jusqu’en 1936. 
Le château est classé au titre des monuments historiques par arrêté du 10 décembre 1894. 

### XXeetXXIesiècles
Charles Suisse, l'architecte de la restauration de la Roche-Pot, consolide l'édifice en 1902.
Le comte Georges de Vogüé (1898-1987), fils d'Arthur, cède la forteresse à l’État en 1936.
Le 26 août 1939, précédant la déclaration de guerre de la France à l'Allemagne, le musée des Beaux-Arts de Dijon ferme et un convoi d'œuvres part pour le château. Ceci a lieu conformément au plan établi en 1936 par la direction des musées de France. Dix voyages permettent de mettre à l'abri les 912 œuvres les plus importantes du musée ainsi que les documents les plus précieux de la bibliothèque municipale de Dijon et des archives départementales de la Côte-d'Or.
Durant le dernier quart du XXe siècle, des réaménagements ont lieu dans les salles du premier étage et plusieurs campagnes de travaux ont lieu, notamment pour poser une toiture sur le logis Philippe Pot.
La propriété est transférée au conseil régional de Bourgogne par une convention signée le 14 septembre 2007.

## Description
Le château de Châteauneuf a été construit sur un éperon rocheux, d'abord le donjon carré au XIIe siècle, puis au XIVe siècle l’enceinte et ses cinq tours reliées par des courtines. Le logis et la chapelle sont de style gothique.
Le château se présente sous la forme d'une enceinte oblongue flanquée de tours cylindriques du XIIIe siècle qui suit la rupture de pente. Un petit village fortifié, situé derrière, protège ses abords du côté du plateau.

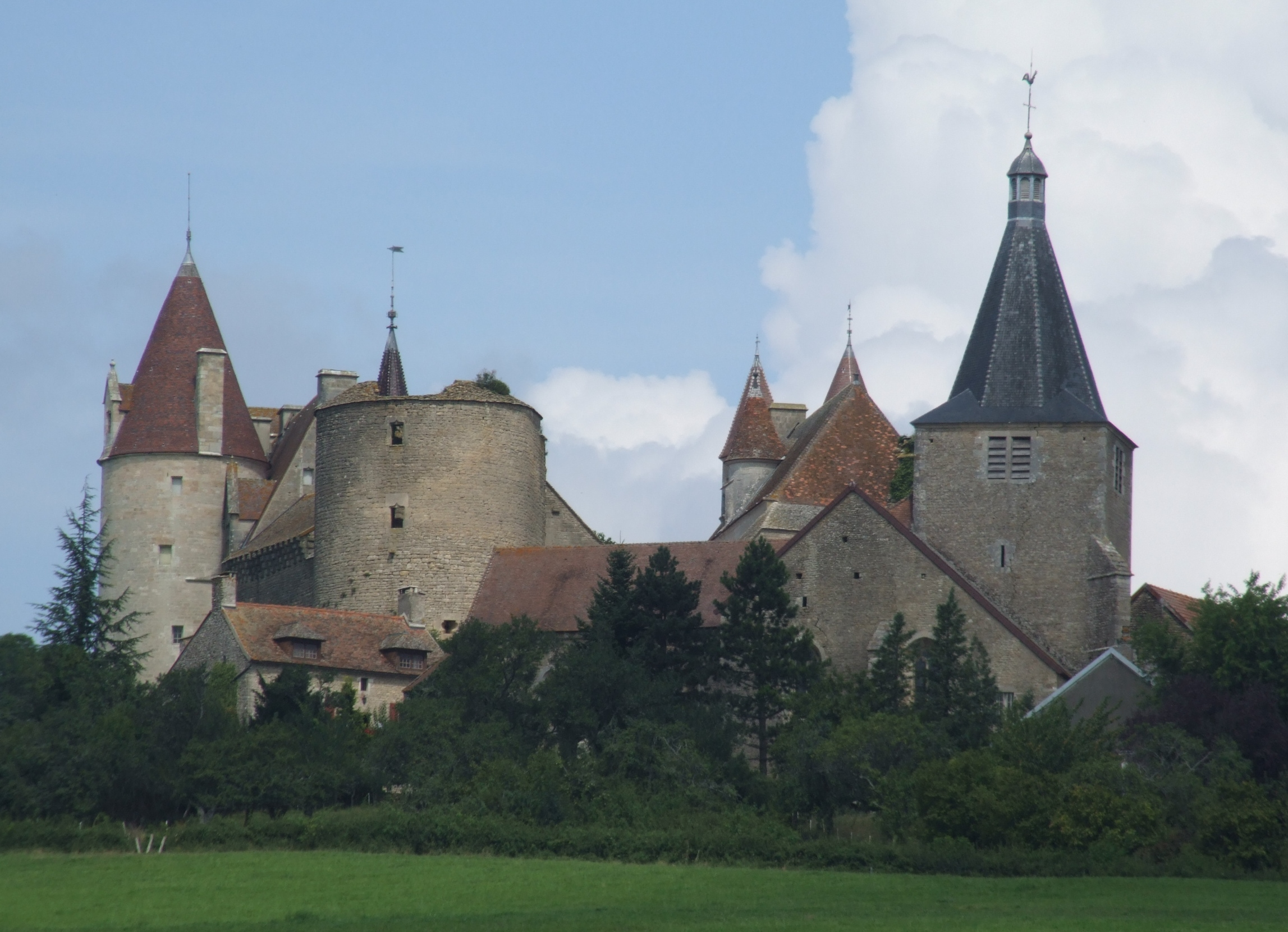
Château et église.
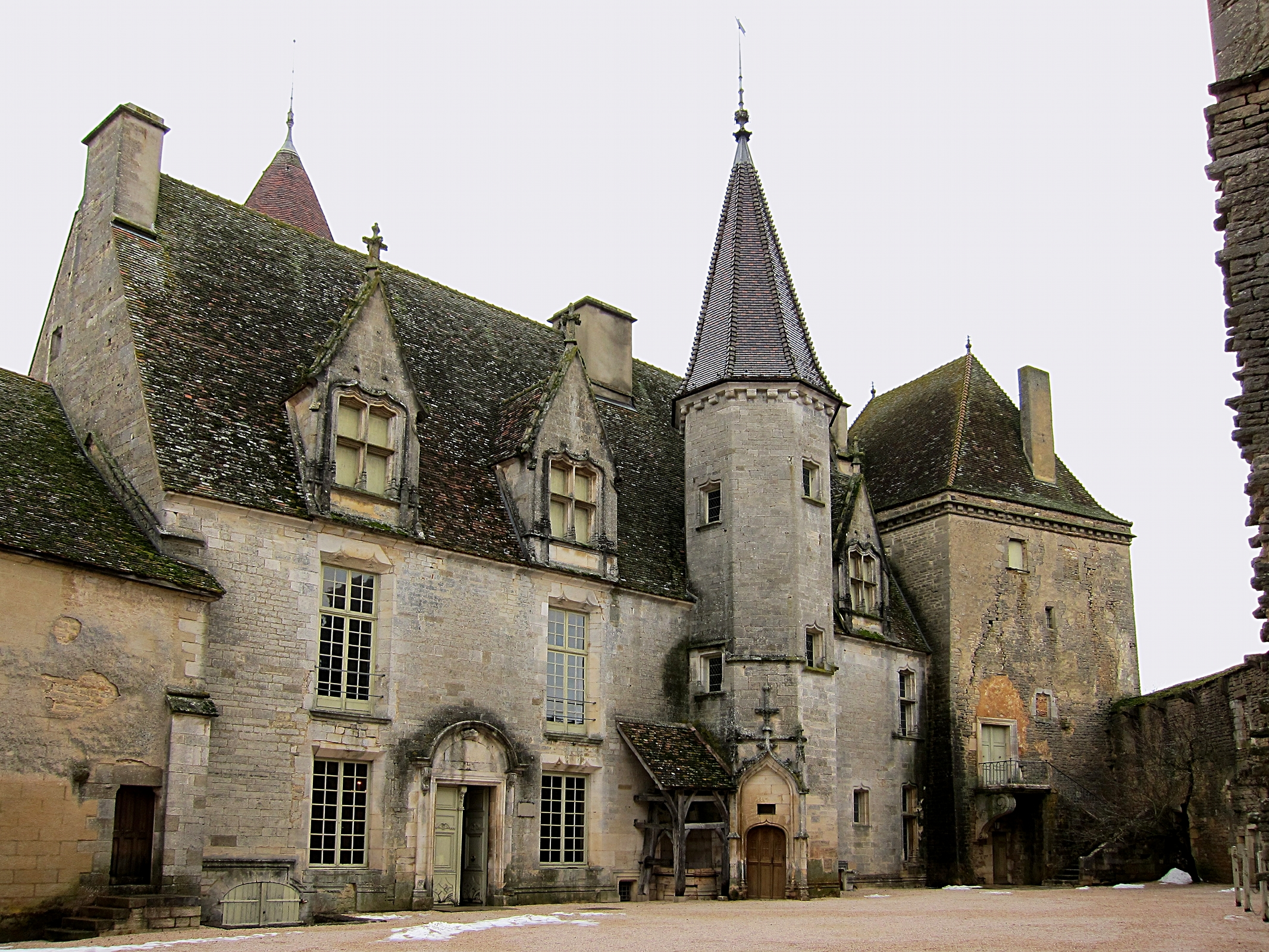
Château de Châteauneuf, vue de la cour intérieure.
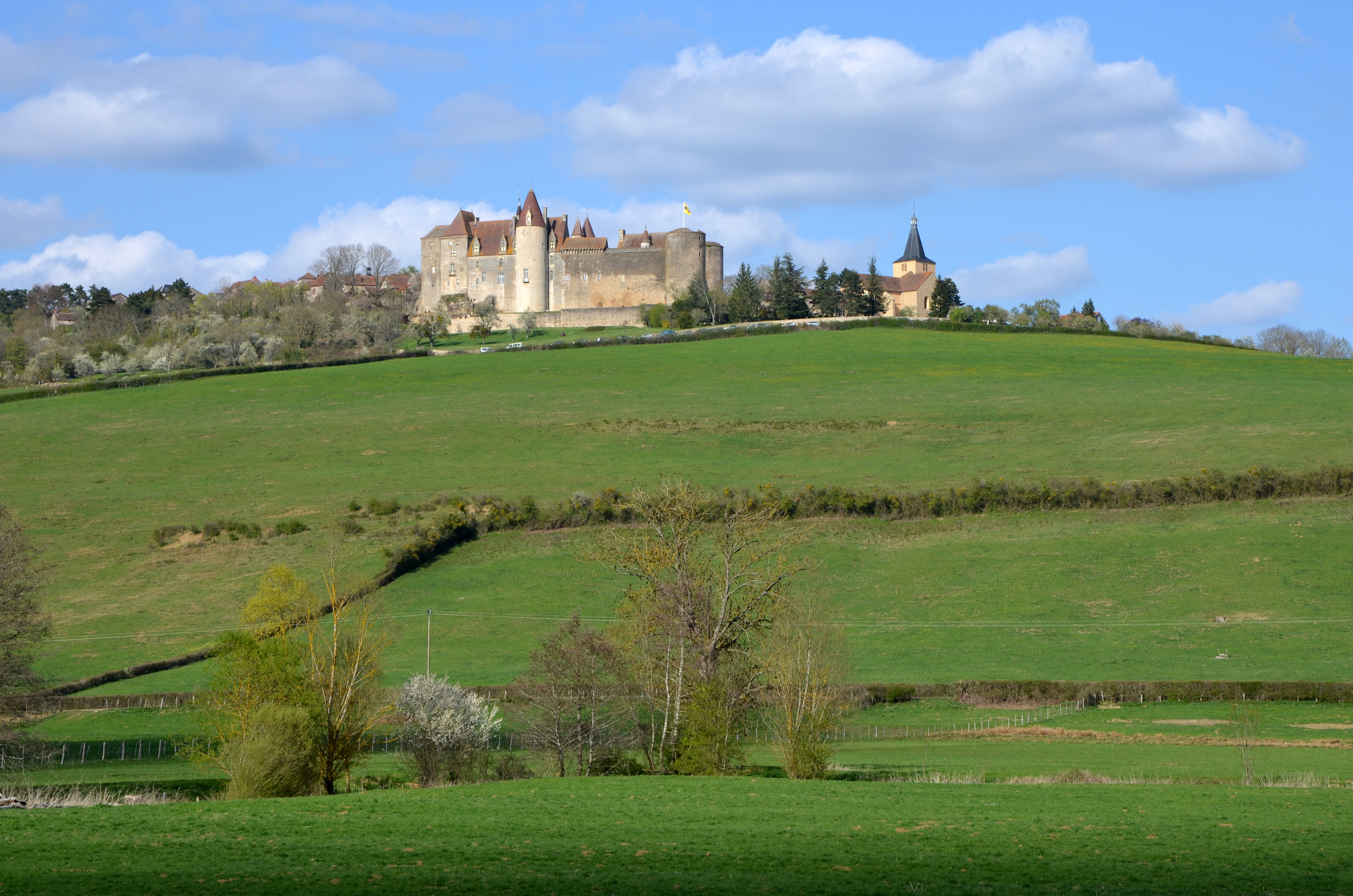
Vue depuis la vallée.
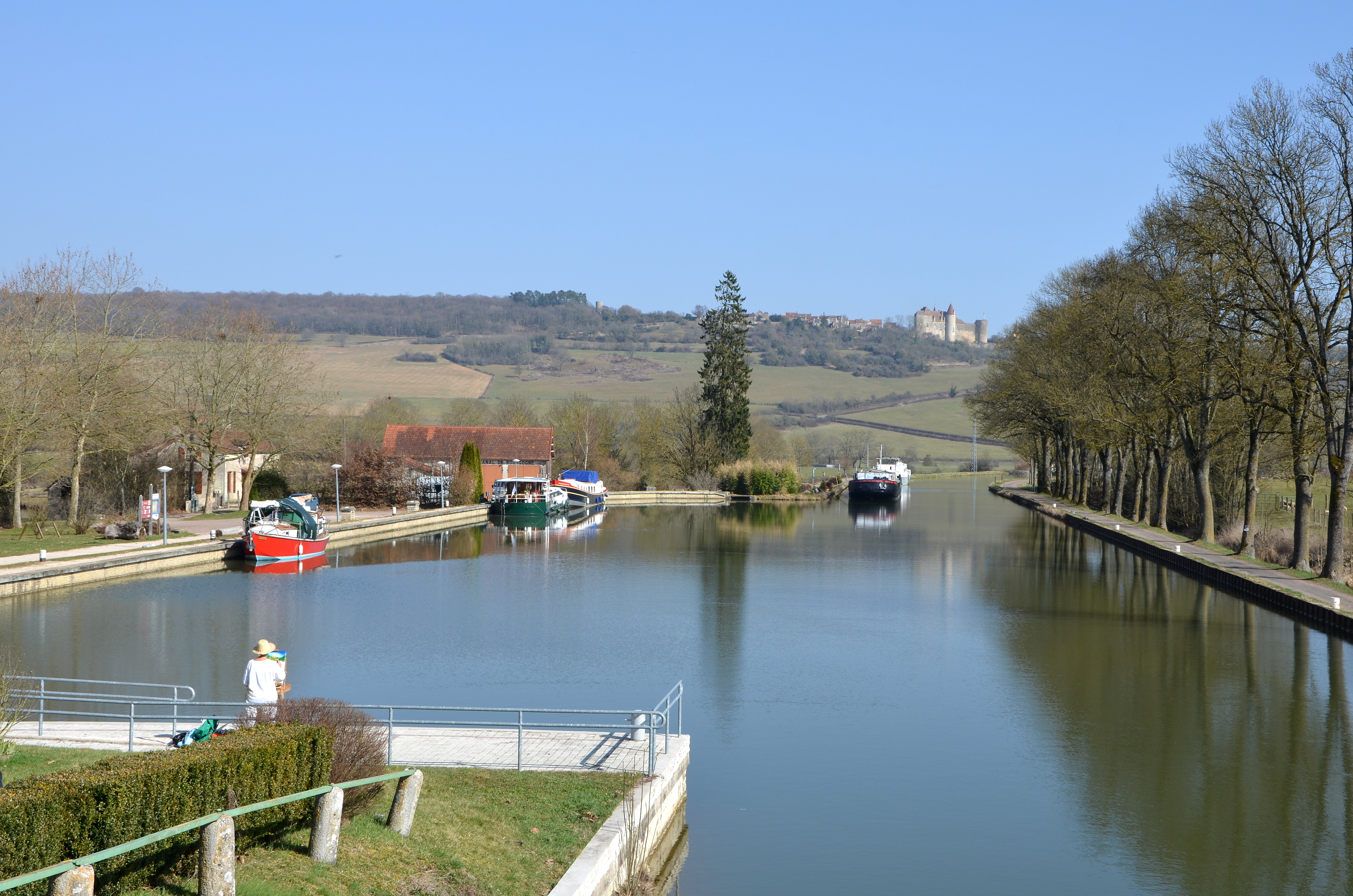
Vue depuis le canal de Bourgogne